# 南投菝葜
南投菝葜（学名：Smilax nantoensis）为菝葜科菝契屬下的一个种。